# يوجينيا كولير
يوجينيا كولير (بالإنجليزية: Eugenia Collier)‏ (6 أبريل 1928)؛ روائية أمريكية.